# فدریکو سیمونتی
فدریکو سیمونتی (انگلیسی: Federico Simonti؛ زادهٔ ۱۴ ژوئن ۲۰۰۰) بازیکن فوتبال اهل ایتالیا است.